# Fechtmeister

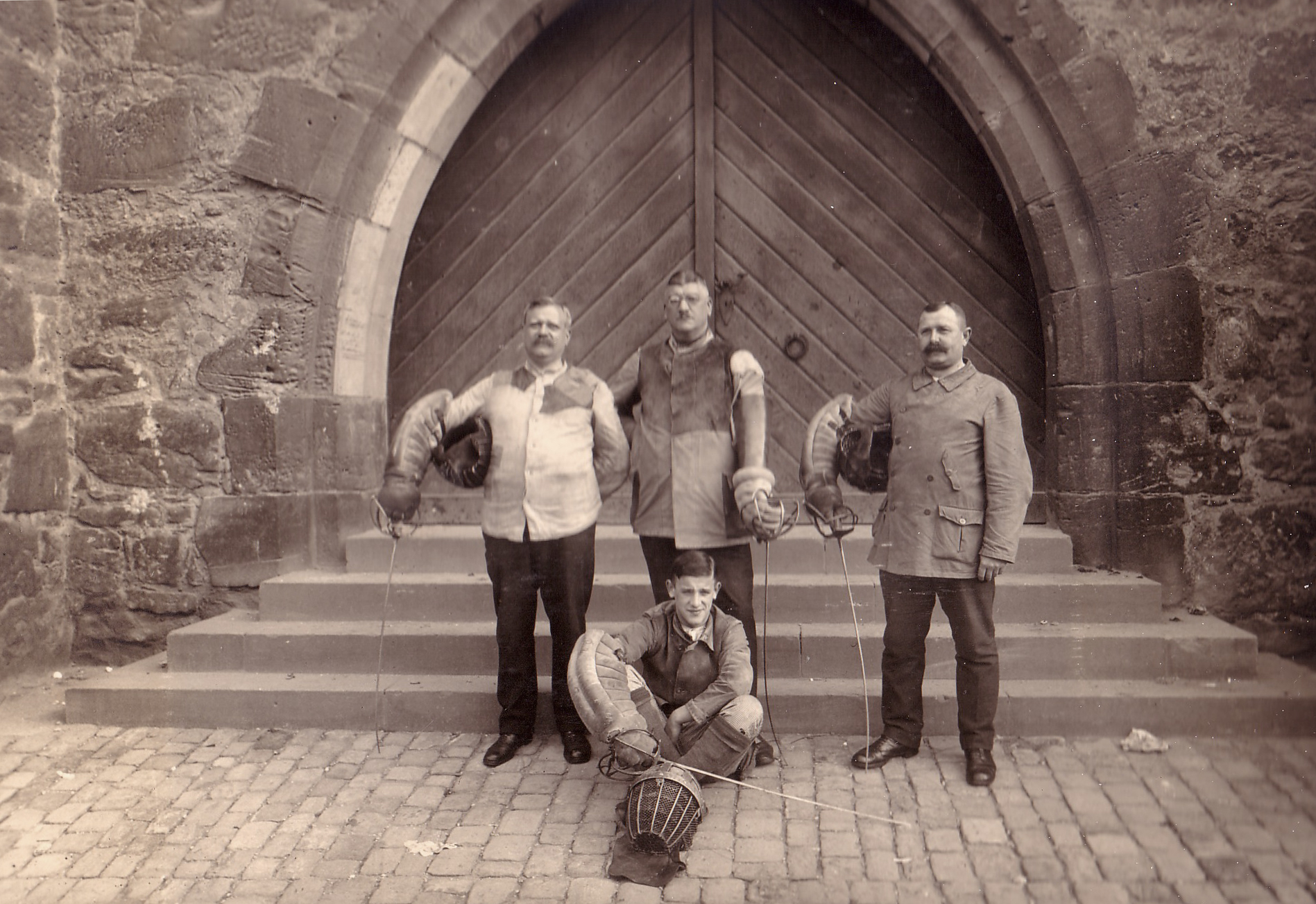
Die Fechtmeister der Universität Heidelberg, um 1910.

Fechtmeister ist die Bezeichnung für eine Person, die studentisches, szenisches oder historisches Fechten unterrichtet. Anderssprachige Bezeichnungen sind Maître d’Armes, Maestro di Scherma und Fencing Master.

## Geschichte

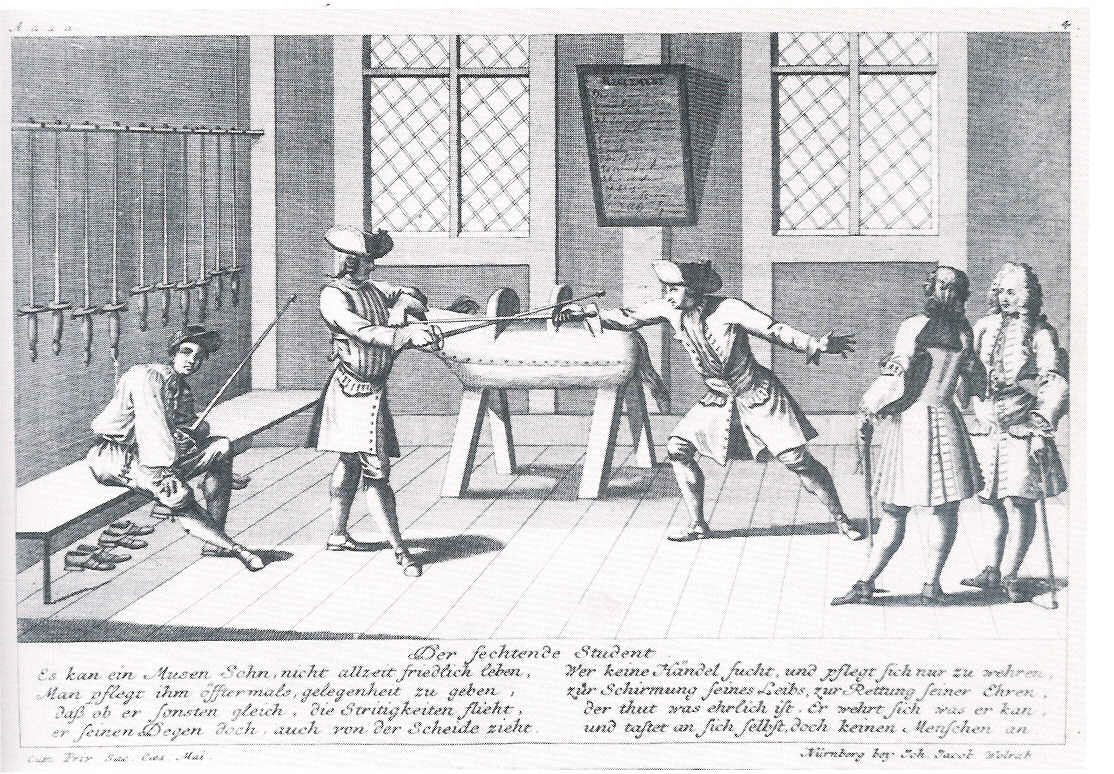
„Der fechtende Student“. Der Kupferstich von 1725 zeigt den Universitätsfechtboden der Universität Altdorf, der Fechtmeister (links) unterrichtet Studenten im Stoßfechten.

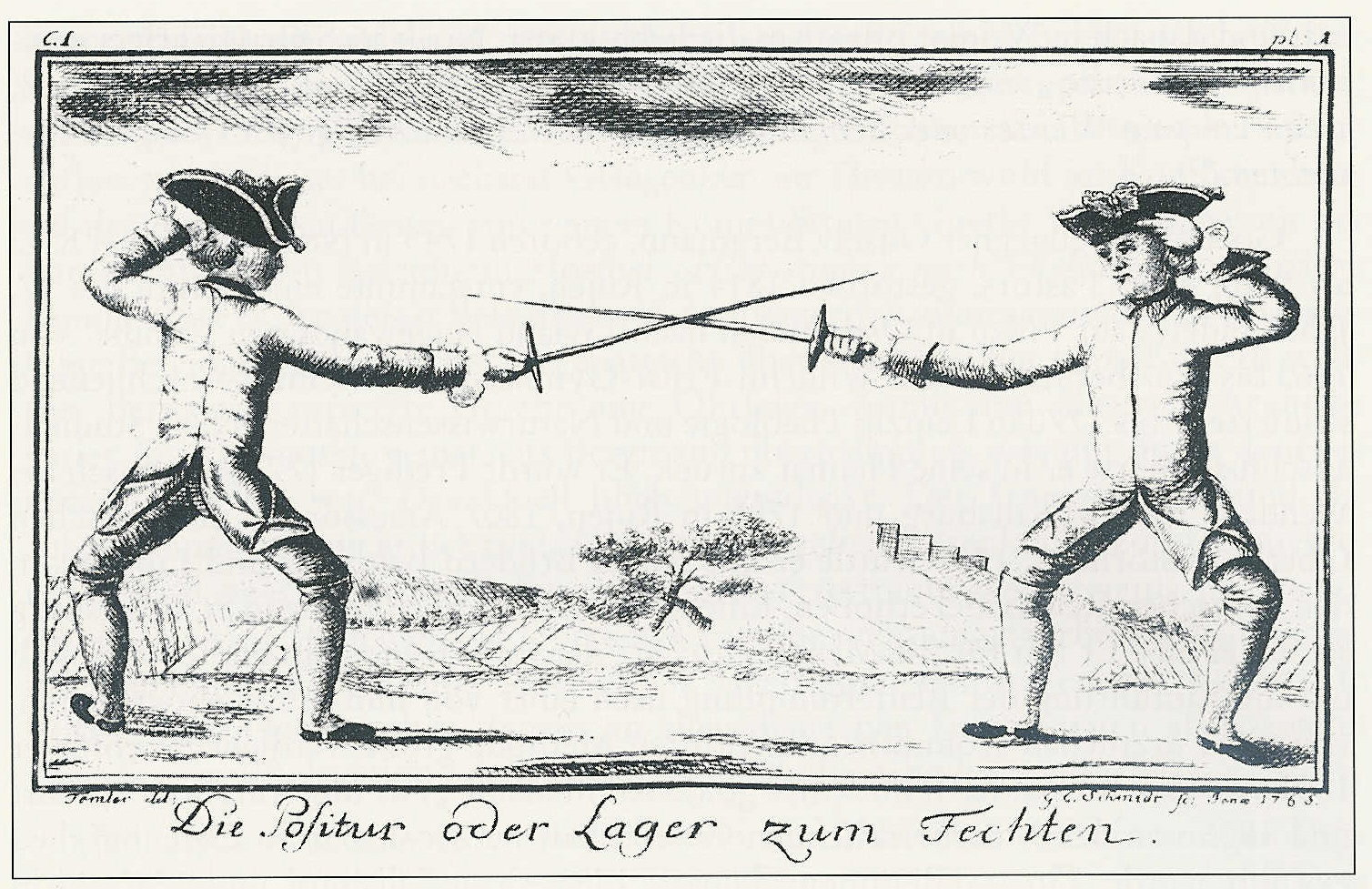
Fechtunterricht am Weimarer Gymnasium 1765

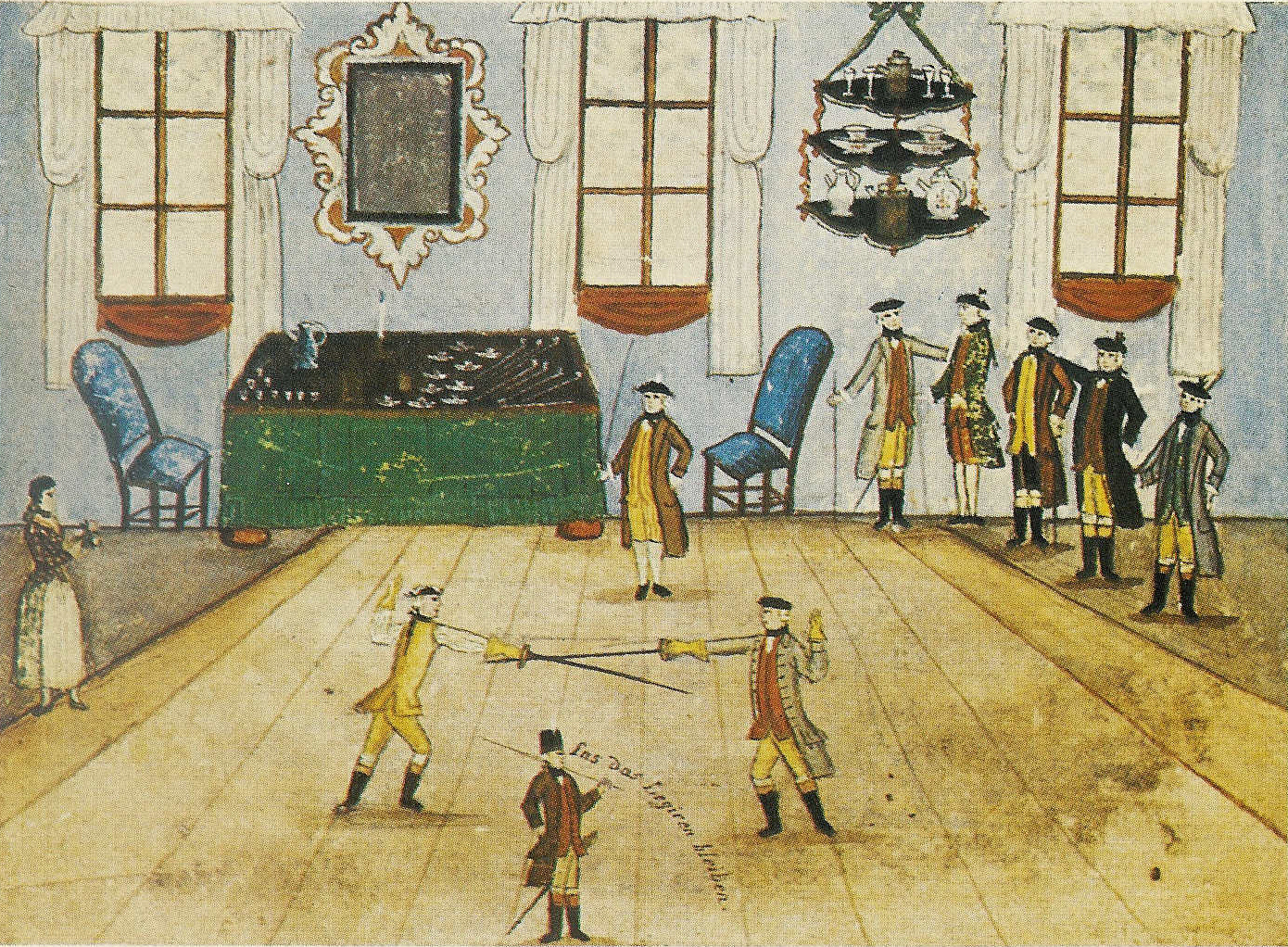
„Las das Legieren bleiben.“ Fechtübungen Göttinger Studenten 1773.

Der Berufsstand des Fechtmeisters hat in Deutschland eine lange Tradition. Ein bedeutender Fechtmeister des 14. Jahrhunderts war Johann Liechtenauer. Als Mitglied der Gesellschaft Johannes Liechtenauers wird für das 15. Jahrhundert der Fechtmeister Peter von Danzig (Dancksg) im Fechtbuch des Paulus Kal, einer Handschrift aus dem Jahr 1459, genannt. 1487 erteilte Kaiser Friedrich III. den Meistern des Schwertes einen Privilegiumsbrief, der für das ganze Reich galt und nie außer Kraft gesetzt wurde. Der wichtigste Satz daraus lautet:
also dasz nu hinfür allenthalben in dem heiligen Reiche sich nyemand ein Meister des Swerts nennen Schul halten noch umb Gelt lernen sol – Er sey den zuvor von den Meistern des Swerts in seiner Kunst probirt und zugelassen.
Die Fechtlehrer gründeten bald eigene Vereinigungen, die gemeinsame Fechttechniken entwickelten. Die berühmtesten in Deutschland waren
- die Brüderschaft unserer lieben Jungfrau Marien und des Himmelsfürsten St. Marxen (auch St.-Markus-Brüder oder Marxbrüder genannt) sowie
- die Freifechter von der Feder zum Greifenfels (Federfechter).

Zu den wichtigsten Ausbildungsstätten in der Fechtkunst gehörten bis zum Zweiten Weltkrieg die Universitäten, die eigene Universitätsfechtmeister angestellt hatten und Universitätsfechtböden unterhielten. Neben diesen offiziellen Fechtmeistern der Universitäten gab es oftmals weitere, die nicht seitens der Universität privilegiert waren. Diese Fechtmeister wurden dann etwas abschätzig Winkelfechter genannt. Bis in das 17. Jahrhundert hatten auch die Handwerkerstände ihre Fechtmeister.
Das Erlernen der Fechtkunst wurde im Laufe der Zeit eine besondere universitäre Disziplin. Viele Universitäten beschäftigten neben Tanz- und Reitlehrern bald auch eigene Fechtmeister. So ist zum Beispiel im Jahre 1550 die Anstellung von Fechtlehrern in Jena belegt, für das Jahr 1560 in Rostock.
Fechten, Tanzen und Reiten bildeten an den Universitäten die exercitia (lateinisch „Übungen“), also die Vorläufer des heutigen Universitätssports. Sie galten als wichtige Ergänzung zu den studia, also den theoretischen Fächern.
Auch Goethe berichtet in seiner autobiographischen Schrift Dichtung und Wahrheit, dass er bereits als Schüler in Frankfurt am Main vor Aufnahme seines Studiums in Leipzig Fechtunterricht erhalten habe:
Zwei Fechtmeister befanden sich in der Stadt: ein älterer ernster Deutscher, der auf die strenge und tüchtige Weise zu Werke ging, und ein Franzose, der seinen Vorteil durch Avancieren und Retirieren, durch leichte flüchtige Stöße, welche stets mit einigen Ausrufungen begleitet waren, zu erreichen suchte. Die Meinungen, welche Art die beste sei, waren geteilt. Der kleinen Gesellschaft, mit welcher ich Stunde nehmen sollte, gab man den Franzosen, und wir gewöhnten uns bald, vorwärts und rückwärts zu gehen, auszufallen und uns zurückzuziehen, und dabei immer in die herkömmlichen Schreilaute auszubrechen. Mehrere von unsern Bekannten aber hatten sich zu dem deutschen Fechtmeister gewendet, und übten gerade das Gegenteil. Diese verschiedenen Arten, eine so wichtige Übung zu behandeln, die Überzeugung eines jeden, daß sein Meister der bessere sei, brachte wirklich eine Spaltung unter die jungen Leute, die ungefähr von einem Alter waren, und es fehlte wenig, so hätten die Fechtschulen ganz ernstliche Gefechte veranlaßt. Denn fast ward ebensosehr mit Worten gestritten als mit der Klinge gefochten, und um zuletzt der Sache ein Ende zu machen, ward ein Wettkampf zwischen beiden Meistern veranstaltet, dessen Erfolg ich nicht umständlich zu beschreiben brauche. Der Deutsche stand in seiner Positur wie eine Mauer, paßte auf seinen Vorteil, und wußte mit Battieren und Ligieren seinen Gegner ein über das andre Mal zu entwaffnen. Dieser behauptete, das sei nicht Raison, und fuhr mit seiner Beweglichkeit fort, den andern in Atem zu setzen. Auch brachte er dem Deutschen wohl einige Stöße bei, die ihn aber selbst, wenn es Ernst gewesen wäre, in die andre Welt geschickt hätten.
Im ganzen ward nichts entschieden noch gebessert, nur wendeten sich einige zu dem Landsmann, worunter ich auch gehörte. Allein ich hatte schon zu viel von dem ersten Meister angenommen, daher eine ziemliche Zeit darüber hinging, bis der neue mir es wieder abgewöhnen konnte, der überhaupt mit uns Renegaten weniger als mit seinen Urschülern zufrieden war.
Vom 17. bis ins 20. Jahrhundert hinein gab es an deutschen Universitäten berühmte Fechtlehrer-Dynastien, die über mehrere Generationen hinweg Studenten an verschiedenen Universitäten unterrichteten. Die bekanntesten waren Kreußler, Roux und Seemann-Kahne.

## Fechtmeister an deutschen Universitäten

### Göttingen

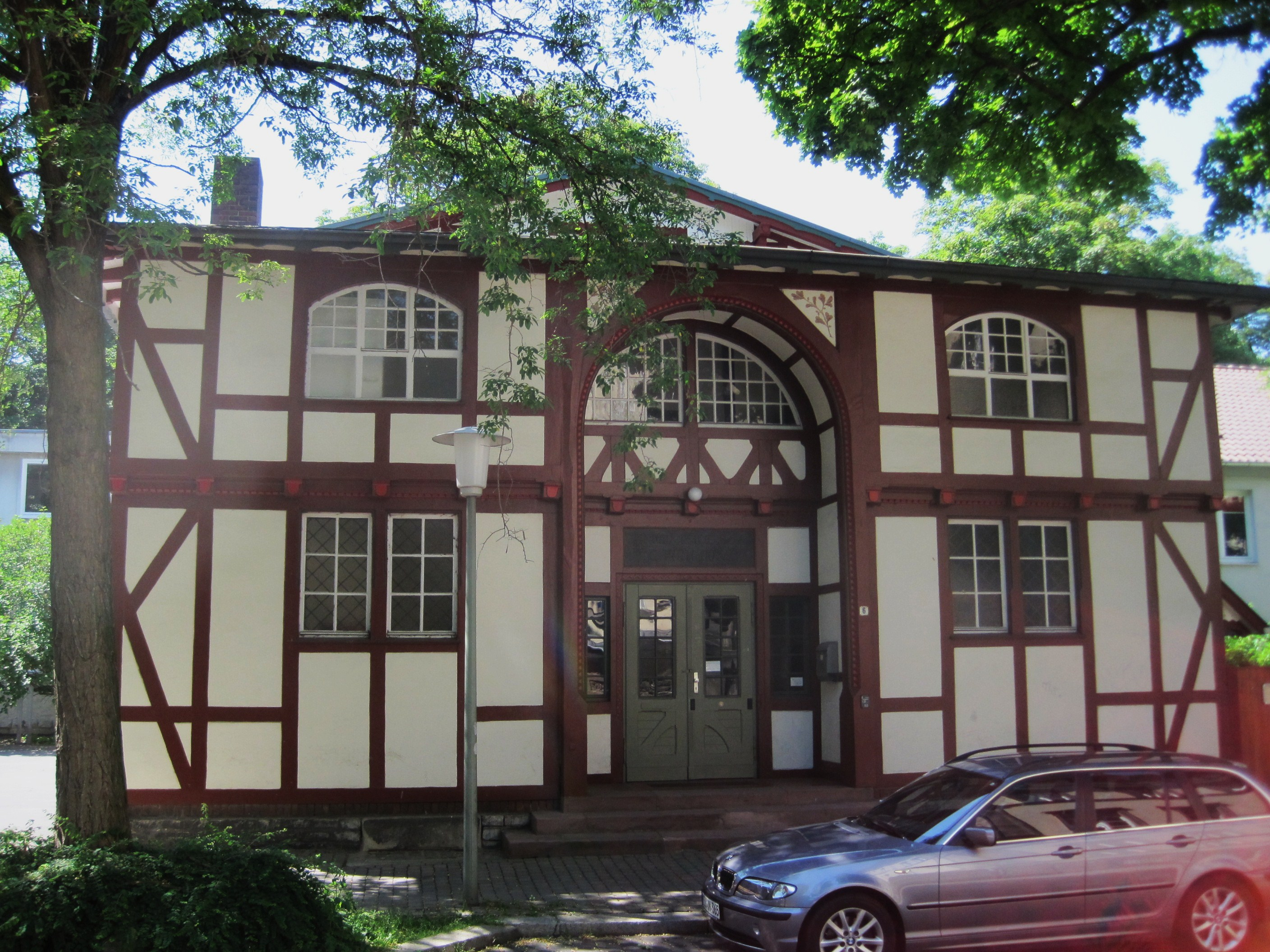
Universitätsturnhalle (1903), auch als Universitätsfechtboden genutzt

Erster Fechtmeister der Universität Göttingen war der Franzose Anton Sebert 1734. Dieser wurde vorher im Zusammenhang mit Duellvergehen von der Universität Leipzig relegiert. Ihm folgte Krösewell. Erster langjähriger Fechtmeister der Georgia Augusta war Anton Friedrich Kahn. Die Fechtmeister der Universität Göttingen standen immer wieder auch im Wettbewerb mit bekannt gewordenen, nicht durch die Universität privilegierten Kollegen. Kahn verließ daher auch frustriert die Universität und wurde privilegierter Fechtmeister an der Universität Helmstedt, da man in Göttingen seine Privilegien nicht bereit war zu verteidigen. So war zur Zeit des Universitätsfechtmeisters Hermann Christoph Both (1794–1818). Diesem wurde seitens der Studenten gerade um 1811 jedoch der Winkelfechter Ulrici vorgezogen. Winkelfechter wurden von den Universitätsbehörden stark bekämpft, die sich über die Privilegierung der Fechtmeister eine gewisse Kontrolle über das Fechtgeschehen erhofften. Der Göttinger Universitätsfechtboden befand sich Anfang des 19. Jahrhunderts an der Ecke von Hospitalstraße und Kurze Straße. Von 1818 bis 1845 übernahm mit Johann Christoph Kastropp gefolgt von seinem Sohn Christian Friedrich Kastropp (1846–1869) erstmals eine Fechtmeisterfamilie in Göttingen rund 50 Jahre das Fechtmeisteramt war. Der Universitätsfechtboden wurde während ihrer Zeit beim Universitätsreitstall an der Weender Straße abgehalten. Auf die Kastropps folgte für die Zeit von 1869 bis 1914 der sehr angesehene Universitätsfechtmeister Robert Grüneklee. Fünfzehn seiner Eleven wurden an deutschen Universitäten Fechtmeister. Auch er hielt den Fechtboden beim Reitstall ab, musste aber wegen der übermäßigen Nachfrage seitens der Studenten Ausweichböden bereitstellen. Aufgrund dieser Situation konnte Grüneklee die Universitätsleitung davon überzeugen, erstmals in der Geschichte der Universität eine eigene Universitätsfechthalle in der Geiststraße 4 zu errichten, die 1901 fertiggestellt und in Betrieb genommen wurde und heute ein Studentenwohnheim beherbergt. Unter seinem Nachfolger, dem berühmten Universitätsfechtmeister Friedrich Seemann-Kahne, der für die Göttinger Universität von 1914 bis 1945 tätig war, wurde auch die 1902/03 errichtete Universitäts-Turnhalle in der Geiststraße 6 zusätzlich als Fechtboden genutzt. Nach dem Zweiten Weltkrieg wurde die Fechtausbildung in Göttingen in das Institut für Leibesübungen (IfL) der Universität Göttingen eingegliedert und auf die Ausbildung im reinen Sportfechten eingeschränkt. Die Vorbereitung auf die Mensur wurde hingegen fortan den daran interessierten Studentenverbindungen überlassen, die fortan private Fechtlehrer beschäftigten. Der erste private Fechtmeister nach dem Zweiten Weltkrieg war bis 1961 Hans von Goldacker, der selbst seit seiner Zeit als Student den Corps Saxonia Göttingen und Pomerania Greifswald angehörte. Ihm folgte Peter Pieper.

### Jena

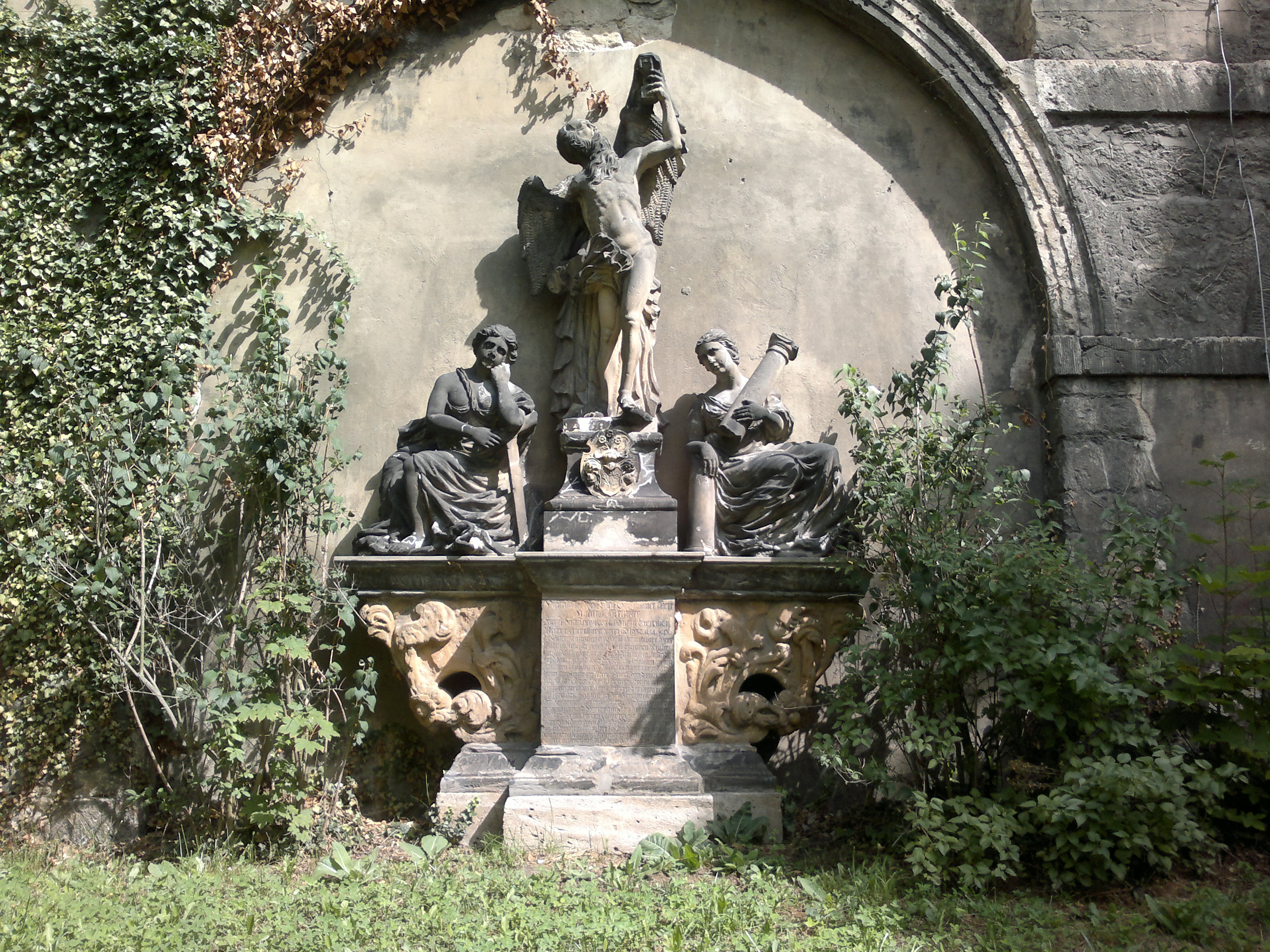
Grabmal der Familie Kreußler in Jena

Mit Wilhelm Kreußler beginnt in Jena eine wohl einzigartige universitäre Fechtmeistertradition. Mit den Kreußlers wird Jena gewissermaßen eine Hochburg akademischen Fechtens. Gerade zu der Fechterfamilie Kreußler aus Jena gibt es viele Anekdoten zu berichten. So zum Beispiel lud der sächsische Kurfürst August der Starke regelmäßig zu Fechttreffen und kleineren Turnieren ein, da er ja selbst ein ausgezeichneter Fechter gewesen war. Bei einem dieser Treffen kam ein Teilnehmer in verhüllendem Gewand und entwaffnete alle anwesenden Teilnehmer. Schließlich nahm Fürst August das Rapier selbst in die Hand und stellte sich dem Unbekannten. Schnell war auch der Fürst entwaffnet und brüllte den Fechter an: „Meiner Seel’ schwarzer Gesell, Ihr seid Johann Kreußler aus Jena oder der Teufel selbst.“ Kreußler gab sich erkennen und erhielt sogleich den Auftrag die fürstlichen Fechtlehrer und den Fürsten selbst zu unterweisen. Der letzte an der Jenaer Universität angestellte Fechtmeister Christian Seemann-Kahne verfasste auch eine genealogische Abhandlung über die Fechtmeisterfamilie der Kreußler. Die Kreußlers waren eine Fechtmeisterdynastie mit einer 160-jährigen ununterbrochenen Tätigkeit in Jena, was von der außerordentliche Qualität ihres Fechtunterrichtes zeugt. Zu bemerken ist aber auch, dass die Kreußlers aller Wahrscheinlichkeit nach den Ausführungen von Seemann-Kahne nicht nur in Jena als Fechtmeister tätig waren. Er erwähnt einen Gottfried Kreußler und einen Heinrich Wilhelm Gottlieb Kreußler, die in Leipzig tätig waren. Einige der Kreußlers wanderten aus. Der Nachfahre Walter Percy Chrysler gründete den Autobaukonzern Chrysler. Nach den Kreußlers kamen die Roux als Fechtmeister nach Jena. Die Fechtmeisterfamilie hugenottischer Auswanderer war in ganz Deutschland an den Universitäten verbreitet. Heinrich Friedrich Roux war der erste der Familie in Jena, der allerdings nur Vorfechter bei Johann Wolfgang Bieglein-Kreußler, nicht privilegierter Universitätsfechtmeister war. Das wurde er erst nach dessen Tod 1780. Ab Juli 1839 wurde der Fechtunterricht von Friedrich August Wilhelm Ludwig Roux erteilt. Er wurde 1891 pensioniert. Christian Seemann-Kahne ist zugleich der letzte in dieser Tradition stehende Fechtmeister in Jena.

### Leipzig
Eine Dynastiebildung einer Fechtmeisterfamilie wie bei den Kreußlers in Jena hatte es so in Leipzig an der Universität Leipzig nicht gegeben. Es kam höchstens zu einer Vererbung des Amtes vom Vater zum Sohn, kaum jedoch darüber hinaus. Wie erwähnt waren auch zwei Kreußlers aller Wahrscheinlichkeit nach in Leipzig als Fechtmeister tätig. Wenngleich weder die Adressbücher noch die Personal- und Vorlesungsverzeichnisse das bezeugen, so legt das ein Stammbuch für Heinrich Wilhelm Gottlieb Kreußler, das sich in der Herzogin-Anna-Amalia-Bibliothek in Weimar befindet, nahe, welches enge Beziehungen zur Leipziger Universität erkennen lässt. Die Compactata zwischen der Universität Leipzig und dem Rat der Stadt Leipzig von 1605, welche die Grenzen der jeweiligen Gerichtsbarkeit zum Gegenstand hatte, bezeugen erstmals die Existenz der „Fechter“ an der Universität. Zuvor unterstanden die Fechtmeister der Handwerker der Gerichtsbarkeit des Rates. Die häufigen Auseinandersetzungen zwischen Handwerkern und den Studenten erzwangen eine Neuregelung. Der erste derartige Zwischenfall ereignete sich am 6. Juni 1520, der entstanden war, als ein Fechtmeister mit seinen Gesellen, nachdem er auf dem Schlosse Fechtschule gehalten hatte, „in ungewöhnlicher Weise“ mit Trommeln und Pfeifen durch die Stadt gezogen war. Die Fechtmeister kamen mit der erstmals 1691 bezeugten Fechtmeisterinstruktion der Universität unter die Jurisdiktion der Universität. Eine dichtere Überlieferung im Universitätsarchiv Leipzig setzt mit dem Jahr 1678 ein. Szenen wie die bei Goethe geschilderte in Dichtung und Wahrheit gab es auch in Leipzig. Die Fechtmeister waren (sicher nicht nur in Leipzig) nicht unwesentlich dafür verantwortlich, dass Duelle überhaupt stattfanden und der Pennalismus gefördert wurde. Für Leipzig stellte das bereits Richard Walter Franke fest. Zu denen gehörte u. a. Anton Sebert, der 1734 in Göttingen erster Fechtmeister wurde. Wichtige Namen sind im 19. Jahrhundert Johann Adolf Ludwig Werner, auf den der Begriff der Heilgymnastik zurückgeht, und Gustav Berndt. Letzterer wollte die Ausbildung der Turnlehrer an der Universität Leipzig institutionalisieren und zum akademischen Lehrfach machen, was aber zunächst scheiterte. Es kam erst unter Hermann Altrock im 20. Jahrhundert dazu, der wiederum auf die vorangegangenen Bemühungen von Hermann Kuhr aufbaute. Der Einfluss der Kreußlerschen Fechtschule blieb nicht auf Jena beschränkt, was sich daran äußerte, dass neben Friedrich August Ludwig Roux auch dessen Sohn Ludwig Cäsar Roux bzw. dessen Enkel Paul Roux (Fechtmeister), die in Leipzig als Universitätsfechtmeister tätig waren, Bücher über das Fechten herausbrachten. Mit Paul Roux, der seit März 1902 als Nachfolger seines Vaters das Fechten unterrichtete, endete 1923 mit seinem Wechsel in den Verwaltungsdienst die bezahlte Universitätsfechtmeisterstelle an der Universität. Sein Nachfolger Ernst Staberoh erhielt zwar den Titel eines Universitätsfechtmeisters, jedoch ohne Bezahlung.

### Würzburg

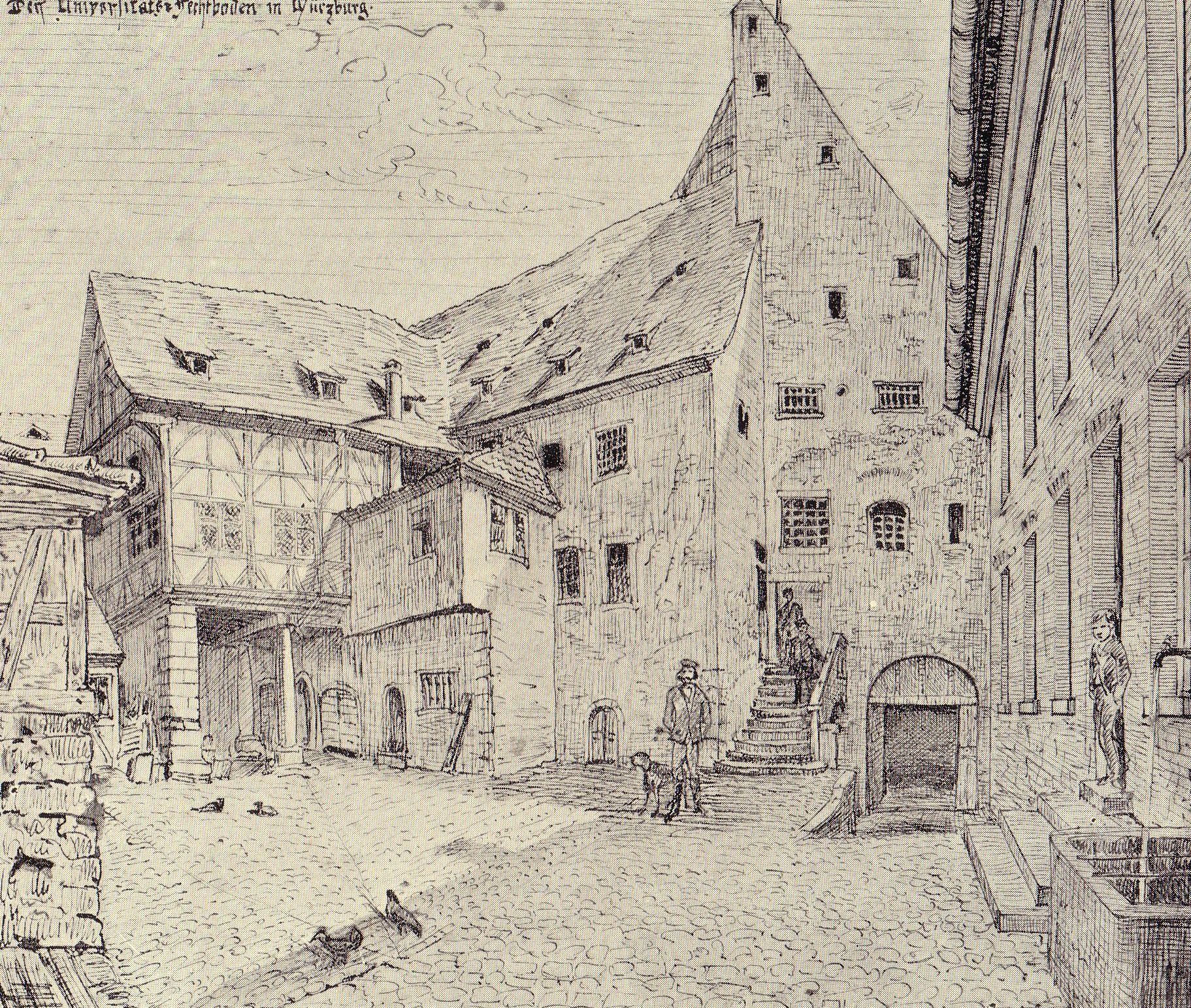
Der alte Universitäts-Fechtboden in Würzburg

Viele Fechtmeister aus dem 18. und 19. Jahrhundert hatten wohl einen militärischen Hintergrund, wie auch aus dem Lebenslauf des Kilian Krug zu ersehen ist, der sich mit Schreiben vom 13. Oktober 1822 bei der Universität Würzburg als Fechtmeister bewarb:
1) Als ein von Wohnfurt Königl. Landgerichts Hassfurth gebürtigster Untertans Sohn begab ich mich in frühester Jugend in französische Militärdienste, und bei der in Frankreich vorzüglich beim Militär eingeführten Sitte, sah ich mich sonach auch gezwungen, die Fechtkunst zu erlernen, in welche ich bei meiner Jugend und Neigung zum Militärstande bei der in Frankreich herrschenden Sitte, um so schneller Fortschritte machte, als ich nicht nur bei verschiedenen Regimentern der Infanterie, sondern auch bei der französischen Cavallerie diente, und es auch in der Fechtkunst so weit brachte, dass ich auch in Frankreich als Fechtmeister im Stossen und Hauen antreten konnte, worüber ich meine Zeugnisse vorzulegen mich erbiete. Überdies
2) wird selbst der Umstand eine gnädigste Berücksichtigung verdienen, dass ich vermög einem allerhöchsten Rescripte als Hauptboist vom Königl. Bayr. 10ten Linien Infanterie Regimente zum 2ten Husaren Regimente als Fechtmeister versetzt wurde. Weil ich nun aber
3) glaubte, bei irgendeiner Universität im Königreiche als Fechtmeister unterkommen zu können, so nahm ich meinen Abschied und ging zuerst nach Würzburg, wo ich auch von den Studenten der Universität so gut aufgenommen wurde, dass sie um meine Annahme als Fechtmeister baten, welche Schrift ich auch seiner Excellenz Freiherrn von Asbeck selbst einzureichen die Gnade hatte, hieraus aber keine Entschliessung nicht erhalten konnte, da der verstorbene Fechtmeister noch am Leben war. Als ein nun
4) brotloser Mann, sah ich mich so nach um leben zu können, gezwungen, würdigst bei dem Königl. 12ten Linien-Infanterie-Regiment dahier in Dienste als Hauptboist zu gehen, nichtsdestoweniger aber habe ich tägliche Übungen im Fechten, da ich dem Officier Corps sowohl, als auch mehreren andern im Civilstande Unterricht im Fechten erteile, auch selbst den Fechtplatz der hiesigen Universität schon mehrmals besucht habe. Ferner
5) spreche ich mehrere Sprachen, als französisch, italienisch, und spanisch welches für Studierende um so vorteilhafter ist, da sie Gelegenheit haben, sich mit mir in benannten 3 Sprachen zugleich zu unterhalten und üben zu können, welches auch selbst dem Herrn Prof. Box sehr gut bekannt ist. Endlich
6) bin ich erst 33 Jahre alt, sohin im besten Alter, habe 12 Jahre bei Frankreich und 9 Jahre bei Bayern gedient, und mich sowohl in moralischer als dienstlicher Hinsicht stets gut betragen, sodass ich im Entstehungsfalle erbietig bin mich durch Vorlage meiner glaubhaften Zeugnisse und Abschiede hinlänglich auszuweisen.
Auf seine Bewerbung hin wurde Kilian Krug zu einer „Fechtprobe“ eingeladen, an der mehrere Staatsbeamte und rund 50 Studenten teilnahmen. In seinem Gutachten vom 1. November 1822 schrieb Professor Dr. Berks an das „Königliche Directorium der Univers.- und Stadt-Policey“:
Auf meine Anordnung theilte Krug seine Fechtprobe in zwei Abteilungen, nemlich in eine theoretische und eine praktische.
a. Rücksichtlich der theoretischen Probe gab Krug einem der anwesenden jungen Akademiker erst einen vollständigen Fechtunterricht auf den Stoß – dann einen zweiten auf den Hieb. Die Haltung des Körpers, die Art des Ausfalls, welche Krug hierbei den fechtenden Schülern empfahl, waren in eben dem Grade anständig als geeignet, dem Körper Festigkeit und Gewandtheit ohne zu besorgende Nachteile, zu geben. Die einzelnen Hiebe und Stösse selbst lehrte Krug nach den gewöhnlichen allgemein- angenommenen Regeln, in einem ruhigen und deutlichen Vortrage.
b. Hierauf ging derselbe zu dem praktischen Teile seiner Fechtprobe über, indem er erst Stoß- und Hau-Rapiere an die ausgezeichnetesten anwesenden Fechter überreichte und focht.
Haltung, Ruhe und Fertigkeit zeigte derselbe hierbei in einem Grade, der volle Zufriedenheit verdiente, umso mehr da Krug über ein und eine halbe Stunde, ohne Zwischenräume der Ruhe fortwährend erklärt, gestossen und gehauen hatte. Nach dieser geleisteten Fechtprobe bin ich im Stande mein unvorgreifliches untertänigstes gehorsamstes Gutachten dahin abzugeben, dass Bittsteller rücksichtlich des bewiesenen Grades in der Fechtkunst im Stande ist, die erledigte Fechtmeisterstelle an der hiesigen Universität zu übernehmen.
Kilian Krug wurde schließlich der neue Fechtmeister der Universität Würzburg.

## Standesorganisationen
Fechtmeister sind heute in Fechtmeisterverbänden (Akademien) organisiert. Diese wiederum sind im Weltverband, der Académie d’Armes Internationale (AAI) zusammengeschlossen. In Deutschland werden Fechtmeister in der Akademie der Fechtkunst Deutschlands (ADFD) und im 1884 gegründeten Verband der Fechtmeister (VdF) ausgebildet. Letzterer hat sich auf die studentische Mensur spezialisiert.